# Chipset AGA
Chipset AGA es un acrónimo de Advanced Graphics Architecture, la tercera generación del chipset gráfico de la computadora Commodore Amiga. El chipset AGA, que sustituyó al Enhanced Chip Set (ECS), se utilizó por primera vez en el Amiga 4000, en 1992; después, también se utilizó en el Amiga CD32 y el Amiga 1200.